# احیای قلبی‌ریوی
احیای قلبی‌ریوی (به انگلیسی: Cardiopulmonary Resuscitation) سی. پی. آر شامل اقداماتی است که برای بازگرداندن اعمال حیاتی دو عضو مهم قلب و ریه در فردی که دچار ایست قلبی و تنفسی شده است با هدف نجات جان فرد و حفظ کیفیت زندگی در او انجام می‌شود. در اصطلاح بازگشت جریان خود به خودی خون بیمار در ۲۰ دقیقه اول احیا به طوری‌که بیمار برای ۲۰ دقیقه گردش خون خود به خودی داشته باشد و نیاز به سی‌پی‌آر مجدد پیدا نکند به عنوان احیای موفق ثبت می‌شود، ولی در اصل سی‌پی‌آر وقتی موفق تلقی می‌شود که فرد ضمن زنده ماندن، کیفیت زندگیش دچار اختلال نشود؛ بنابراین اگر جان فرد نجات داده شود ولی به علت هایپوکسی (کاهش اکسیژن رسانی به بافت)، مغز دچار اختلال شود و فرد برای ادامه زندگی و برآورده کردن نیازهای خود به دیگران وابسته باشد، در این صورت عمل به عنوان یک احیای موفق تلقی نمی‌شود. اگر فرد دارای نبض بوده ولی دچار قطع تنفس شده باید با تنفس مصنوعی دهان به دهان ادامه داد. اما از آنجا که چک کردن نبض بیمار، نیازمند مهارت است، توصیه شده که احیاگران غیرحرفه‌ای هرگاه با بیمار بیهوش و فاقد تنفس مواجه شدند احیای کامل (همراه با ماساژ قلبی) انجام دهند.
در صورت انجام ندادن این اقدامات، فقدان اکسیژن سبب تخریب دائمی سلولهای مغز و درواقع مرگ مغزی در عرض زمان کمتر از ۶–۴ دقیقه (زمان طلایی) می‌شود بنابراین واژهٔ احیای قلبی‌ریوی (CPR) در سال ۱۹۸۸ به احیای قلبی، ریوی و مغزی (CPCR: CardioPulmonary Cerebral Resuscitation) تغییر نام داد.
نکته مهمی که غالباً اشتباه تفسیر می‌شود پیرامون زمان طلایی است که در واقع از ثانیه صفر ایست قلبی تا نهایتاً دقیقه چهارم و بلکه ششم از زمان وقوع ایست قلبی است. بدین معنا که به محض مشاهده بیمار نیازمند احیا، بایستی بی درنگ احیا را شروع کنید.
ایست قلبی-تنفسی بی‌گمان یکی از خطیرترین وضعیتهایی است که نیاز به اقدام فوری جهت حفظ حیات و پیشگیری از ضایعات جبران ناپذیر اندامهای حیاتی بدن دارد. این اقدامات بر اساس پروتکل‌های خاصی صورت می‌گیرد و لازمه اجرای آن کسب دانش و مهارت فرد احیاگر می‌باشد. در حال حاضر فقط ۱۰٪ موارد احیای داخل یا خارج از بیمارستان موجب بقای طولانی مدت بیماران می‌شود.

## مراحل احیا
قبل از هرگونه اقدامی جهت انجام احیای قلبی تنفسی هر مصدوم اطمینان حاصل کنید که این عمل سلامتی شما یا مصدوم را از نظر سرایت بیماریهایی چون ایدز و هپاتیت تهدید نمی‌کند.
مهم‌ترین تغییر در دستورالعمل احیاء سال ۲۰۱۰میلادی تغییر A-B-C (راه هوایی- تنفس- گردش خون) به C-A-B (گردش خون- راه هوایی- تنفس) می‌باشد. به استثنای نوزادان تازه متولد شده.: S640 
مراحل CPR در خارج از بیمارستان به ترتیب (چپ به راست) عبارتند از C-A-B: S642 :

فشرده سازی قفسه سینه.

C ماساژ قلبی Circulation
A بازکردن راه هوایی Air way
B دادن تنفس مصنوعی Breathing

### ماساژ قلبی
آغاز ماساژ قلبی به علت کمک به پمپاژ مصنوعی قلب، اولین قدم و مهم‌ترین مانور امدادگر است که باید هرچه سریع‌تر آغاز گردد.
قبلاً توصیه می‌شد که برای بزرگسالان به ازای هر ۱۵ ماساژ قلبی ۲ تنفس مصنوعی و برای کودکان و نوزادان به ازای هر ۵ ماساژ قلبی ۲ تنفس مصنوعی انجام شود. در حال حاضر به جز در مورد نوزادان توصیه می‌شود که ۳۰ ماساژ قلبی برای هر دو تنفس مصنوعی انجام شود.
فشار بر روی قفسه سینه باید سریع و قوی باشد و با سرعت ۱۰۰ الی ۱۲۰ فشار در دقیقه انجام شود. با این حال باید زمان کافی برای برگشت قفسه سینه به بالا داده شود، به‌طوری‌که فشارهای متوالی، خون را به درون دستگاه گردش خون براند. برای انجام ماساژ قلبی پاشنه یک دست را باید در مرکز قفسه سینه، بر روی استرنوم (یا همان جناغ سینه)، در بین سر سینه‌ها (نیپل‌ها) قرار داد و دست دوم را باید روی دست اولی گذاشت به‌طوری‌که بتوان با حداکثر قدرت به پایین فشار آورده و دست بالایی انگشتان دست پایین را از محدوده ماساژ دور کند. آرنج‌ها باید کاملاً صاف باشند و انگشتان دست‌ها با بدن بیمار تماس نداشته باشند.
با هر فشار باید قفسه سینه حدود ۵ الی ۶ سانتی‌متر پایین برود. با توجه به حیاتی بودن این مانور، از احتمال شکسته شدن دنده‌ها چشم‌پوشی می‌شود و حتی امدادگر پس از شنیدن صدای شکسته شدن دنده، باید همچنان به ماساژینگ ادامه دهد.
اما در کلیه بیماران عمل c-a-b صادق نیست؛ زیرا در خفگی‌ها (یعنی در مواردی که ابتدا ایست تنفسی و سپس ایست قلبی رخ داده باشد) باید اول راه هوایی را باز نمود، بعد تنفس مصنوعی داد و سپس ماساژ قلبی (برقرار کردن گردش خون) انجام شود.

### بازکردن راه هوایی
هدف از بازکردن راه هوایی این است که امکان تنفس برای فرد فراهم شود. در گذشته توصیه می‌شد با قلاب کردن انگشتان به دور فک و کشیدن آن به جلو راه هوایی باز شود (مانور جلو بردن فک Jaw thrust).
اما انجام این مانور مشکل است و امروزه تصور می‌شود که نسبت به سایر روش‌ها از لحاظ آسیب به گردن بی‌خطرتر نیست؛ بنابراین در حال حاضر انجام مانور استاندارد «زاویه‌دار کردن سر- بلند کردن چانه» توصیه می‌شود برای انجام این کار روی پیشانی به سمت پایین فشار بیاورید و همزمان نوک چانه را بالا بکشید. سپس باید ببینید آیا بیمار خودش نفس می‌کشد یا نه.

### دادن تنفس مصنوعی

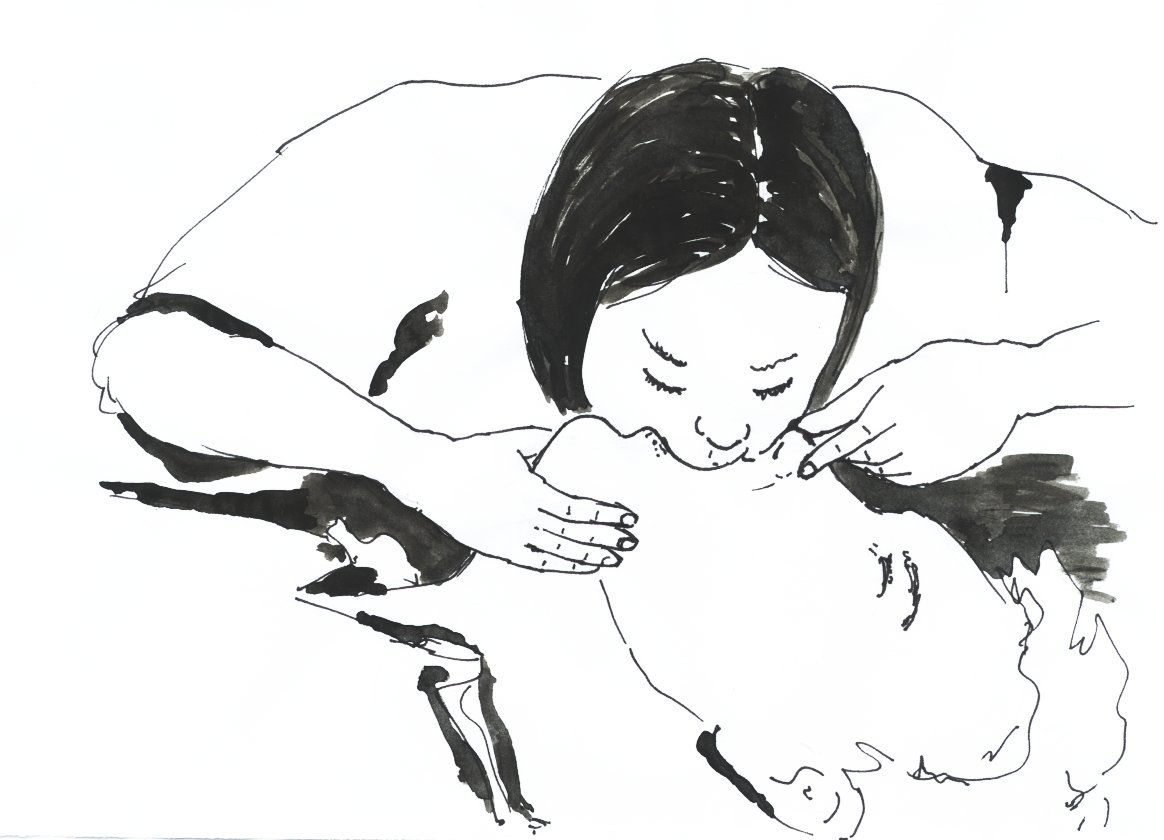
تصویری از تنفس مصنوعی دهان به دهان

برای انجام تنفس مصنوعی از روش‌های مختلف (مانند ماسک مسطح) می‌توان استفاده نمود اما روش پرکاربرد یکی از طریق بادکنک بی‌وی‌ام (آمبوبگ) است و دیگری روش سنتی دهان به دهان که امروزه با توجه به رعایت نکات بهداشتی، کمتر توصیه می‌شود. در روش دهان به دهان، بینی بیمار را با دو انگشت ببندید و دهانتان روی دهان او بگذارید و هوا را درون ریه او بدمید تا حدی که قفسه سینه بالا رود. قبلاً توصیه می‌شد که ضمن انجام تنفس مصنوعی هوا با شدت به درون ریه‌ها دمیده شود. اما از آنجایی که این کار ممکن است تأثیر فشار بر روی قفسه سینه را کاهش دهد و ضمناً جریان خون در ریه‌ها در شرایط ایست قلبی چندان زیاد نیست، به دمیدن هوا با شدت زیاد نیازی نیست و دمیدن هوا صرفاً در حدی که باعث بلندشدن قفسه سینه شود کافی است.
تنفس مصنوعی به خصوص برای ایست‌های قلبی غیر شاهد، ایست‌های قلبی با مکانیزم آسفیکسیال (خفگی) و افرادی که چند دقیقه‌ای است دچار ایست قلبی شده‌اند و میزان اکسیژن در خونشان کاهش یافته است اهمیت دارد.
اما در چند دقیقه اول ایست قلبی (در صورتی که ایست قلبی شاهد باشد و ضمناً مکانیزم آسفیکسیال نداشته باشد) فشار بر روی قفسه سینه یا ماساژ قلبی اهمیت بسیار بیشتری دارد؛ بنابراین انجام تنفس مصنوعی نباید باعث به تأخیر انداختن ماساژ قلبی شود.

## اتو ماساژینگ قلبی
تکنیک سرفه کردن در هنگام وقوع حمله قلبی، در سال ۱۹۹۹ به صورت ایمیل در جهان منتشر شد درحالیکه از اولین علائم نارسایی حاد قلبی، از دست دادن هشیاری است و شخص ناهشیار هم قادر به سرفه کردن نیست؛ بنابراین چنین روشی از بنیان وجود نخواهد داشت.